# 2014年阿留申群岛地震
2014年阿留申群岛地震是指2014年6月23日发生于美国阿拉斯加州阿留申群岛附近的强烈地震。本次地震的地震规模为MW 7.9级、Ms 7.9级，震源深度约109.0千米，最大烈度为8（VIII）度。受本次地震影响，太平洋海啸预警中心向周边地区沿岸发布了海啸警报，并最终观测到最大高度为0.17米的海啸。本次地震已被列入美国地质勘探局2014年度显著地震列表。

## 地质构造
阿留申海沟是世界上最活跃的地震带之一，本次地震即发生在此处。不过，这一段的地震活动不被认为比堪察加－千岛群岛－北海道地区那样高。本次地震震源处受速度约为59毫米/年的太平洋板块向北美板块俯冲，自1900年以来，在本次地震震中距250公里范围内共发生了26次7级以上的地震。值得注意的是，其中包括1906年的8.4级地震、1965年的8.7级地震和1996年的7.9级地震。有观点指出，自1986年以来，阿拉斯加－阿留申弧进入了全面活动阶段。

## 机构反应
美国地质勘探局测定本次地震震中位于北纬51.849度、东经178.735度，地震规模为MW 7.9级，震源深度约109.0千米，最大烈度为8（VIII）度。中国地震台网测得结果大致与前者相同，地震规模为Ms 7.9级，震源深度约100.0千米。日本气象厅测定本次地震震中位于北纬51.9度、东经178.1度，震源深度约为104千米。而全球矩心矩张量项目测得的地震规模偏高，为MWC 8.0级。国际地震中心测得的震源深度为102.1千米。
受本次地震影响，太平洋海啸预警中心向周边地区沿岸发布了海啸警报。随后，警报范围和警报程度均进行了修订，警报范围缩小至阿留申群岛，警报程度也降低至了“海啸公告”级别。美国国家海洋和大气管理局位于美国和加拿大共计20个观测点记录到了海啸波形，最终观测到的海啸最大高度为0.17米。

## 地震解析
美国地质勘探局认为，本次地震是一次斜滑断层型事件。根据互联网震感在线调查页面收集到的震感反馈，推定出本次地震最大烈度为5（V）度。日本气象厅通过W-phase解析得到本次地震的地震矩约为9.87×1020 Nm，由此推定出本次地震的地震规模为MW 7.9级，并推断出本次地震破裂的持续时间为35秒左右。